# Abdulrahman Ghareeb
Abdulrahman Ghareeb (ur. 31 marca 1997 w Dżuddzie) – saudyjski piłkarz grający na pozycji pomocnika w Al-Nassr oraz reprezentacji Arabii Saudyjskiej.

## Kariera klubowa
17 września 2018 podpisał pierwszy seniorski kontrakt z zespołem Al-Ahli Dżudda, w którym grał od 2011 w drużynie juniorskiej.
W sierpniu 2022 zawarł czteroletnią umowę na grę w Al-Nassr.